# Ariday Cabrera
Ariday Cabrera Suárez (ur. 26 września 1988 w Las Palmas) – hiszpański piłkarz występujący na pozycji napastnika w Mallorce.